# Aleksander Boiszewski
Aleksander Boiszewski herbu Biberstein (zm. w 1685 roku) – skarbnik przemyski w latach 1669-1672.
Był elektorem Michała Korybuta Wiśniowieckiego z ziemi przemyskiej w 1669 roku.